# Museu do Sertão (Petrolina)
O Museu do Sertão é uma instituição museológica localizada na cidade de Petrolina, estado brasileiro de Pernambuco.

## História

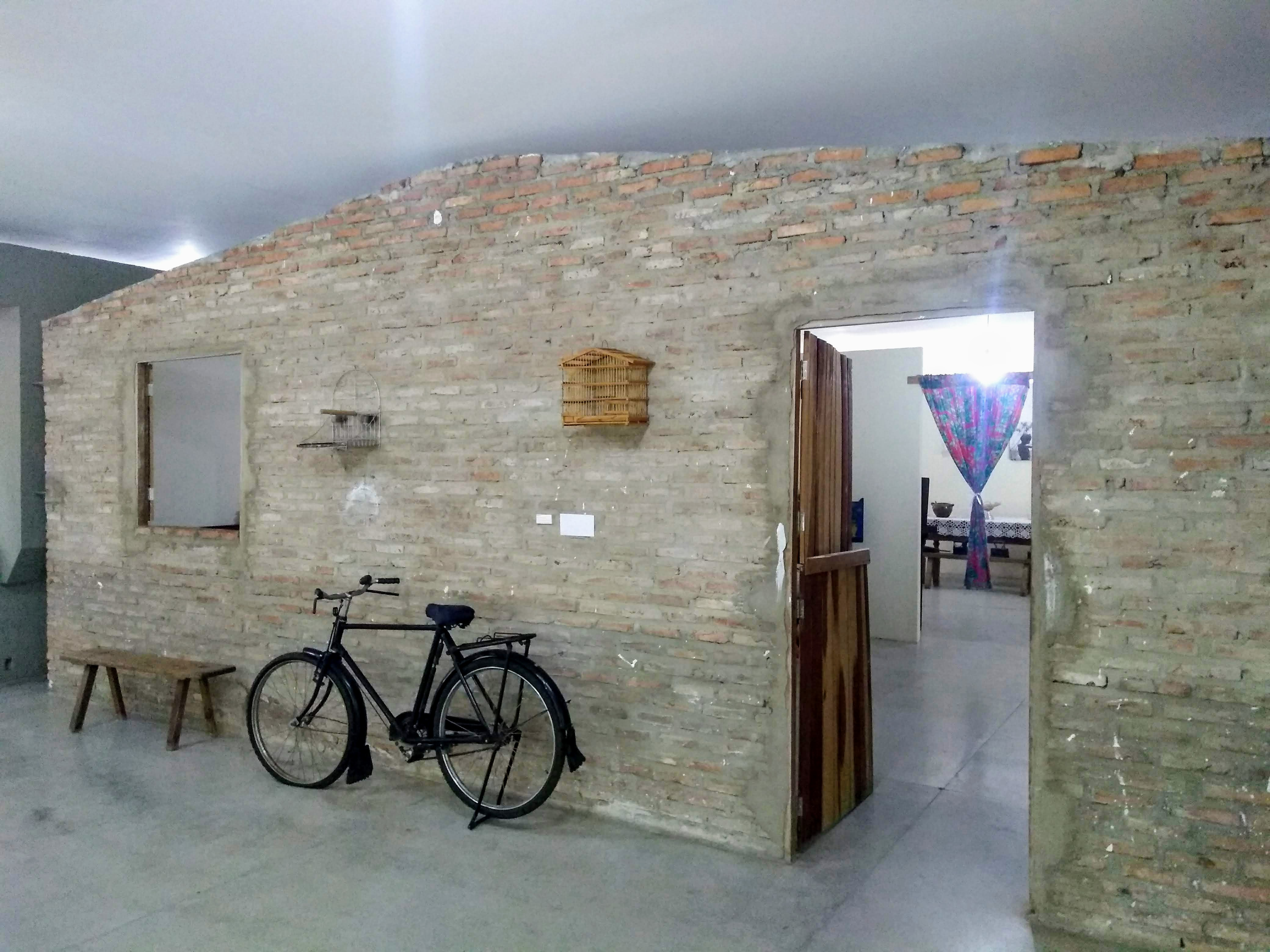

Fundado em 27 de outubro de 1973 e criado oficialmente em 21 de novembro de 1985, foi reformado, ampliado e reinauguração em maio de 1996, passando a ocupar uma área de 1.045 metros quadrados.
O museu esteve fechado para reforma durante o período de agosto de 2016 até a sua reinauguração em 11 de outubro de 2017. Após alguns casos de queda do teto, mofo nas paredes e danificação de objetos da coleção permanente, o local foi interditado em 2016.

## Acervo
Seu acervo é constituído por mais de três mil objetos reunidos em coleções onde o meio ambiente, a cultura indígena, o artesanato, a moradia rural, os valores da economia, da política, da religião, do povo sertanejo como um todo, se apresentam em uma montagem museográfica e museológica bastante definida, entre estas, peças pertences ao cangaceiro Lampião, Dom Malan,  primeiro bispo de Petrolina, Coronel Quelê, patriarca da família Coelho, Joãozinho do Pharol, pioneiro da imprensa escrita do interior do Nordeste, entre outros, com exposições permanentes setorizadas conforme as temáticas: sala das carrancas, casa nordestina, Rio São Francisco, cangaço e ícones nordestinos
Foi disponibiliza uma visita virtual em 360 graus do Museu do Sertão por meio da internet. A página conta também com vídeos descritivos com a participação de especialistas, membros da cultura local e intérpretes da língua brasileira de sinais.